# 周仲璉
周仲璉（？年—？年），號彝仲，浙江湖州府长兴县人。明末政治人物。复社成员。

## 生平
崇祯三年（1630年）庚午科浙江乡试舉人，崇祯七年（1634年）甲戌科进士，兵部观政，同年十二月授南直隶太仓州知州，崇禎十年因考察降职。崇禎十二年（1639年）补任岳州府知事，十四年升灃州知州，升员外郎，改礼部祠祭司郎中。后受工部主事吴昌时授意，贿赂前大学士冯铨，交结首辅周延儒，被召用为礼部祠祭司郎中。十六年周延儒、吴昌时被杀，周仲琏免职为民。十七年京师陷落，削发为丐僧而遁。进士程源曾相遇于途中，相向恸哭。

## 家族
曾祖周迁；祖周文政，善士旌坊；父周承积，太学生。